# Catalog of Fishes
Catalog of Fishes представляет собой обширную онлайн базу данных и справочник по научным наименованиям видов и родов рыб. Он носит глобальный характер и поддерживается Калифорнийской академией наук. Он был составлен и постоянно обновляется почетным куратором рыбной коллекции CAS Уильямом Эшмайером.
Таксономия, которая приводится в Catalog of Fishes, считается авторитетной и используется в более обширной глобальной базе данных рыб FishBase, которая включает в себя перекрестные ссылки на базу данных Catalog of Fishes для всех общепринятых таксонов. По состоянию на 2015 год, доступный для поиска каталог содержит записи около 58 300 наименований видов рыб, около 33 400 из которых в настоящее время приняты (являются действительными) и около 10 600 родов (5 100 из них действительны). Информация, которая предоставляется для любого из наименований видов, обычно содержит ссылку на исходное описание, на типовой образец, ссылки на использование наименования в таксономической литературе, положение о текущем статусе наименования и действительное название таксона, а также семейства, к которому он принадлежит.
Печатная трехтомная версия Каталога объемом 3000 страниц и версия на компакт-диске были опубликованы в 1998 году. Этому предшествовала публикация Каталога родов современных рыб (Catalog of the genera of recent fishes) в 1990 г.